# مقاطعة مرودشت
مقاطعة مرودشت (بالفارسية: شهرستان مرودشت) هي إحدى مقاطعات في محافظة فارس في إيران. مركز مقاطعة مرودشت هو مدينة مرودشت.